# Беорнвальд
Беорнвальд (предположительно VIII век) — священномученик Бэмптонский. День памяти — 21 декабря.
Святой Беорнвальд (Beornwald), или Беренвальд (Berenwald), или Бирнвальд (Byrnwald), священник, почитался до реформации в селе Бэмптон (Bampton), что около Оксфорда. Место, где почивают его мощи в северном трансепте тамошнего храма, помечено табличкой, на которой он изображен в облачении с посохом, но без митры. Его имя упоминается в литаниях XI века и в мартирологах XII и XV веков. Имеются иные свидетельства его существования, не приносящие дополнительных деталей. Он мог быть основателем большого мерсийского храма в Бэмптоне.